# Erik Loomis
Erik Loomis (* 1974 in Oregon) ist ein US-amerikanischer Historiker.
Loomis stammt aus einer Holzfällerfamilie in Oregon. Er studierte an der University of Oregon mit dem Bachelor-Abschluss 1968, an der University of Tennessee mit dem Master-Abschluss 1999 und wurde 2008 an der University of New Mexico promoviert. Er ist Associate Professor an der University of Rhode Island.
Loomis befasst sich mit Geschichte der Arbeiterbewegung auch in Zusammenhang mit Ausbeutung der Umwelt in den USA, Geschichte des Umweltschutzes in den USA, mit der Geschichte des globalen Kapitalismus und des amerikanischen Westens.
Er erlebte in seiner Jugend in den 1980er Jahren einen der heftigsten Konflikte zwischen Umweltaktivisten, die die Natur und insbesondere den Fleckenkauz (Northern Spotted Owl, Strix occidentalis caurina) schützen wollten, und Arbeitern und Unternehmern der Holzindustrie im amerikanischen Nordwesten.
In seinem Buch American History in Ten Strikes, das die amerikanische Arbeits- und Sozialgeschichte anhand der Analyse von zehn Streiks zum Thema hat. Als Haupt-Fazit aus seinem Buch sieht er die Untrennbarkeit von Kampf gegen Diskriminierung von Rassen, Einwandern und Frauen und Kampf um ökonomische Gleichberechtigung. Außerdem stellt er heraus, dass kurz- und langfristige Erfolge der Arbeiterklasse in den USA nur dann erfolgten, wenn sie auf Unterstützung und Sympathie der Regierung zählen konnte, wie im New Deal unter Franklin Delano Roosevelt nach einer Periode brutal unterdrückter Arbeitskämpfe in den 1920er Jahren. Als weiteren Politiker dieser Zeit hebt er Frank Murphy hervor, der sich als Gouverneur von Michigan weigerte die Nationalgarde gegen streikende Arbeiter bei General Motors einzusetzen. Nach Loomis verbündeten sich in der amerikanischen Geschichte meist Regierung und Unternehmer um Arbeiter zu unterdrücken und der einzige Weg dem zu begegnen ist seiner Ansicht nach eine aktive Gewerkschaftsbewegung und Vertreter der Arbeiterinteressen in die Politik zu wählen und sie dann auch daran zu messen und dafür verantwortlich zu machen. Der Wandel im New Deal war nach Loomis nur möglich durch starke und politisch aktive Gewerkschaften. Er sieht die gegenwärtige Situation in den USA als vergleichbar mit der Unterdrückung der Gewerkschaften und Arbeiter in den 1920er Jahren, auch in den Urteilen des Obersten Gerichtshofs.
In seinem Buch Out of Sight schildert er die Bestrebungen großer Unternehmen, auf der Suche nach billigen Arbeitskräften für ihre Produktion auch Umweltkatastrophen in Entwicklungsländer auszulagern. Das war Gegenstand mehrere Veröffentlichungen von ihm.
Er ist aktiv gegen die Ausbeutung von Gefangenen in den USA als wie er es bezeichnet Arbeitssklaven und unterstützte in der New York Times den nationalen Streik von Gefangenen 2018.
Er hat einen Blog Lawyers, Guns, and Money über Geschichte von Arbeiter- und Umweltbewegung. Er veröffentlichte auch in der New York Times, der Washington Post, Dissent und New Republic.

## Schriften
Bücher:
- Empire of Timber: Labor Unions and the Pacific Northwest Forests, Cambridge University Press, 2016
- Out of Sight: The Long and Disturbing Story of Corporations Outsourcing Catastrophe, The New Press, 2015
- No Retreat, No Surrender: American History in Ten Strikes, The New Press 2018

Einige Aufsätze:
- When Loggers Were Green: Lumber, Labor, and Conservation, 1937–48, Western Historical Quarterly, November 2015
- Reforestation Cooperatives and Countercultural Work in Northwestern Forests, 1970-1985, Pacific Northwest Quarterly, Winter 2015
- High Winds and Sun: Southeastern Colorado and the Dust Bowl, Colorado Heritage, September/Oktober 2013, S. 16–19.
- Preserving Nature to Preserve the Republic: Laurens Bolles, New Mexico’s Cold War Conservationist, New Mexico Historical Review, Band 88, Nr. 3, Winter 2013, S. 41–64.
- mit Ryan H. Edgington: Lives Under the Canopy: Spotted Owls and Loggers in Western Forests, Natural Resources Journal, Band 52, Frühling 2012, S. 99–134.